# Толкрі 173
Толкрі 173 (англ. Tallcree 173) — індіанська резервація в Канаді, у провінції Альберта, у межах спеціалізованого муніципалітету Маккензі.

## Населення
За даними перепису 2016 року, індіанська резервація нараховувала 250 осіб, показавши зростання на 23,8%, порівняно з 2011-м роком. Середня густина населення становила 6,5 осіб/км².
З офіційних мов обидвома одночасно не володів жоден з жителів, тільки англійською — 250. Усього 135 осіб вважали рідною мовою не одну з офіційних, з них усі — одну з корінних мов.
Працездатне населення становило 46,7% усього населення, рівень безробіття — 50%.

## Клімат
Середня річна температура становить 0,3°C, середня максимальна – 21,7°C, а середня мінімальна – -26,6°C. Середня річна кількість опадів – 409 мм.
| Клімат поселення                              | Клімат поселення | Клімат поселення | Клімат поселення | Клімат поселення | Клімат поселення | Клімат поселення | Клімат поселення | Клімат поселення | Клімат поселення | Клімат поселення | Клімат поселення | Клімат поселення | Клімат поселення |
| Показник                                      | Січ.             | Лют.             | Бер.             | Квіт.            | Трав.            | Черв.            | Лип.             | Серп.            | Вер.             | Жовт.            | Лист.            | Груд.            |                  |
| Середній максимум, °C                         | −12,68           | −7,54            | −1,06            | 9,42             | 16,59            | 21,30            | 21,70            | 20,12            | 14,56            | 7,91             | −3,46            | −10,68           |                  |
| Середня температура, °C                       | −19,64           | −14,52           | −8,01            | 2,45             | 9,64             | 14,34            | 16,52            | 14,94            | 9,36             | 2,72             | −8,64            | −15,87           |                  |
| Середній мінімум, °C                          | −26,62           | −21,5            | −14,98           | −4,5             | 2,66             | 7,36             | 11,31            | 9,73             | 4,16             | −2,48            | −13,86           | −21,07           |                  |
| Норма опадів, мм                              | 22               | 19               | 22               | 20               | 37               | 55               | 71               | 55               | 38               | 27               | 22               | 21               |                  |
| Середньомісячна швидкість вітру, м/с          | 2.60             | 2.69             | 2.97             | 3.16             | 3.20             | 3.00             | 2.60             | 2.70             | 3.00             | 3.15             | 2.78             | 2.49             |                  |
| Середньомісячна сонячна радіація, кДж/м²·день | 2123             | 5199             | 10588            | 16696            | 20460            | 21967            | 20911            | 16796            | 10679            | 5526             | 2439             | 1369             |                  |
| --------------------------------------------- | ---------------- | ---------------- | ---------------- | ---------------- | ---------------- | ---------------- | ---------------- | ---------------- | ---------------- | ---------------- | ---------------- | ---------------- | ---------------- |
| Джерело:                                      |                  |                  |                  |                  |                  |                  |                  |                  |                  |                  |                  |                  |                  |